# Resolutie 1568 Veiligheidsraad Verenigde Naties
Resolutie 1568 van de Veiligheidsraad van de Verenigde Naties werd op 20 oktober 2004 unaniem aangenomen door de VN-Veiligheidsraad en verlengde de VN-vredesmissie op Cyprus met een half jaar.

## Achtergrond
Nadat in 1964 geweld was uitgebroken tussen de Griekse en Turkse bevolkingsgroep op Cyprus stationeerden de VN de UNFICYP-vredesmacht op het eiland. Die macht wordt sindsdien om het half jaar verlengd. In 1974 bezette Turkije het noorden van Cyprus na een Griekse poging tot staatsgreep. In 1983 werd dat noordelijke deel met Turkse steun van Cyprus afgescheurd. Midden 1990 begon het toetredingsproces van (Grieks-)Cyprus tot de Europese Unie maar de EU erkent de Turkse Republiek Noord-Cyprus niet.

## Inhoud

### Waarnemingen
De secretaris-generaal had de UNFICYP-missie, die al sedert 1964 in Cyprus aanwezig was, herzien. Hij vond dat de veiligheidssituatie op het eiland de goede kant opging en achtte het steeds onwaarschijnlijker dat de gevechten zouden worden hervat. Hij was voorts van plan het aantal troepen en het operationeel concept van de missie verder te herzien.

### Handelingen
De Veiligheidsraad stond achter die herzieningen. De Raad besloot ook het mandaat van UNFICYP alvast te verlengen tot 15 juni 2005.
Bij de Turks-Cyprioten en het Turkse leger werd aangedrongen de beperkingen die UNFICYP werden opgelegd op te heffen en het militaire status quo in Strovilia van voor 30 juni 2000 te herstellen.

## Verwante resoluties
- Resolutie 1517 Veiligheidsraad Verenigde Naties (2003)
- Resolutie 1548 Veiligheidsraad Verenigde Naties
- Resolutie 1604 Veiligheidsraad Verenigde Naties (2005)
- Resolutie 1642 Veiligheidsraad Verenigde Naties (2005)

Lijst ·  1522 ·  1523 ·  1524 ·  1525 ·  1526 ·  1527 ·  1528 ·  1529 ·  1530 ·  1531 ·  1532 ·  1533 ·  1534 ·  1535 ·  1536 ·  1537 ·  1538 ·  1539 ·  1540 ·  1541 ·  1542 ·  1543 ·  1544 ·  1545 ·  1546 ·  1547 ·  1548 ·  1549 ·  1550 ·  1551 ·  1552 ·  1553 ·  1554 ·  1555 ·  1556 ·  1557 ·  1558 ·  1559 ·  1560 ·  1561 ·  1562 ·  1563 ·  1564 ·  1565 ·  1566 ·  1567 ·  1568 ·  1569 ·  1570 ·  1571 ·  1572 ·  1573 ·  1574 ·  1575 ·  1576 ·  1577 ·  1578 ·  1579 ·  1580